# Альфред Шклярський
Альфред Шклярський (пол. Alfred Szklarski) — польський письменник, автор пригодницьких романів для молоді.

## Біографія
Народився 21 січня 1912 року в Чикаго в родині політемігранта і журналіста Анджея Шклярського і Марії (до шлюбу Маркосік). У 1926 році разом з батьком переїхав зі Сполучених Штатів до Польщі. Спочатку жив з батьками у Влоцлавку, де в 1931 році і закінчив гімназію. З 1932 по 1938 рік навчався в Варшаві в Академії політичних наук при Департаменті консульської та дипломатичної служби, яку закінчив в 1938 році. Пізніше вступив в Армію Крайову і в її рядах брав участь в бойових діях проти німецьких окупантів, в тому числі і в Варшавському повстанні.
Після війни кілька місяців жив у Кракові та Катовицях. Літературну діяльність відновив в 1946 році, опублікувавши під псевдонімом Альфред Броновський романи «Gorący ślad» і «Trzy Siostry». Пізніше написав романи про гірників «Błędne ognie», «Nie czekaj na mnie» (обидва — 1947) та «Szary cień» (1948). У тому ж 1948 році за псевдонімом Фред Гарланд він опублікував свій перший пригодницький роман для дітей «Tomek w tarapatach» про маленького хлопчика, помилково опинився в Африці, де він пережив масу неймовірних пригод. Згодом цей хлопчик став прообразом головного героя його знаменитого циклу про Томека Вільмовського.
У 1949 році був засуджений до 8 років тюремного ув'язнення за те, що в роки німецької окупації публікувався в колабораціоністській газеті «Кур'єр варшавський», звільнився в 1953 році. З 1954 по 1977 рік працював редактором у катовицькому книжковому видавництві «Śląsk».

## Творчість
Альфред Шклярский належав до числа польських письменників, які пишуть для молоді. Перші твори розважального характеру написав і опублікував в період окупації в колабораціоністських періодичних виданнях під псевдонімом Альфред Муравський: «Kulisy sławy» (1941), «Lot do dżungli. Dzieje tajemniczej ekspedycji» (1941), « Żelazny pazur»(1942), «Krwawe diamenty» (1943), «Tajemnica grobowca» (1944), а під псевдонімом Олександр Купа — «Tornado» (1943).
Перша книга про Томека Вільмовського під назвою «Томек в країні кенгуру» з'явилася в 1957 році. За нею послідували «Томек на чорному континенті» (1958), «Томек на стежці війни» (1959) та інші. Остання книга з циклу про Томека, «Томек в країні фараонів» (1994), вийшла в світ через 2 роки після смерті письменника і була написана на основі нарисів і записок Шклярського його близьким другом — священиком Адамом Зельгою.
Іншою значною роботою письменника є написана ним спільно з дружиною Христиною Шклярською трилогія «Золото чорних гір» (1974—1979), що представляє собою епічну сагу декількох поколінь північноамериканського племені індіанців Санті з Дакотів.
Альфред Шклярський завоював безліч престижних літературних премій і нагород, в тому числі «Orle Pióro» (1968), «Орден Усмішки» (1971), а також премії Прем'єр-міністра за твори для молоді (1973, 1987) . Був членом Спілки польських письменників.
Письменник помер 9 квітня 1992 в Катовицях.

### Пригоди Томека Вільмовського
- «Томек у країні кенгуру» (1957)
- «Пригоди Томека на Чорному континенті» (1958)
- «Томек на стежці війни» (1959)
- «Томек шукає Снігову Людину» (1961)
- «Таємнича подорож Томека» (1963)
- «Томек серед мисливців за людськими головами» (1965)
- «Томек біля витоків Амазонки» (1967)
- «Томек у Гран-Чако» (1987)
- «Томек у країні фараонів» (1994) (виданий посмертно, закінчений Адамом Зельгою)

### Золото Чорних гір
- «Орлине пір'я» (1974) Złoto Gór Czarnych — Orle Pióra / The gold of the Black Hills: Eagle Feathers
- «Прокляття золота» (1977) Złoto Gór Czarnych — Przekleństwo złota / The gold of the Black Hills: The curse of gold
- «Остання битва дакотов» (1979) Złoto Gór Czarnych — Ostatnia walka Dakotów / The gold of the Black Hills: The last battle of the Sioux

### Інші праці
- Gorący ślad. Współczesna powieść sensacyjna (1946)
- Trzy Siostry. Powieść. (1946) Three Sisters. A novel.
- Błędne ognie. Opowieść współczesna z życia górników (1947)
- Nie czekaj na mnie. Powieść współczesna (1947) Don't wait for me. Contemporary novel.